# Lista campioanelor de Grand Slam la simplu feminin
Acest articol detaliază lista campioanelor de Grand Slam la simplu feminin. De-a lungul istoriei au avut loc unele schimbări majore care au afectat numărul de titluri câștigate de diverși jucători.  Printre aceste se numără deschiderea campionatelor naționale franceze pentru jucătorii internaționali în 1925, eliminarea rundei de provocare în 1922 și admiterea jucătorilor profesioniști în 1968 (începutul erei Open). De atunci, 55 de femei au câștigat cel puțin un Grand Slam.
Turneele de Grand Slam sunt cele patru evenimente majore anuale de tenis jucate în era Open, care a început în 1968, înlocuind era amatorilor. Turneele din Australia și SUA au fost recunoscute oficial de Federația Internațională de Tenis în 1924, iar Campionatele Franței au urmat un an mai târziu, în 1925, când au devenit deschise tuturor jucătorilor internaționali. Asociația Statelor Unite de tenis pe gazon (USLTA) a avut mai multe nemulțumiri cu ILTF și a refuzat să se alăture atunci când a fost înființată în 1913.
|  |

## Campioane
| Jucătoarea a câștigat toate cele 4 turnee de Grand Slam în același an. Jucătoarea a câștigat 3 turnee de Grand Slam în același an. |

| An   | Australian Open                     | French Open                     | Wimbledon                                | US Open                          |
| ---- | ----------------------------------- | ------------------------------- | ---------------------------------------- | -------------------------------- |
| 1884 | —                                   | —                               | Maud Watson (1/2)                        | —                                |
| 1885 | —                                   | —                               | Maud Watson (2/2)                        | —                                |
| 1886 | —                                   | —                               | Blanche Bingley (1/6)                    | —                                |
| 1887 | —                                   | —                               | Lottie Dod (1/5)                         | Ellen Hansell                    |
| 1888 | —                                   | —                               | Lottie Dod (2/5)                         | Bertha Townsend (1/2)            |
| 1889 | —                                   | —                               | Blanche Bingley (2/6)                    | Bertha Townsend (2/2)            |
| 1890 | —                                   | —                               | Helen Rice                               | Ellen Roosevelt                  |
| 1891 | —                                   | —                               | Lottie Dod (3/5)                         | Mabel Cahill (1/2)               |
| 1892 | —                                   | —                               | Lottie Dod (4/5)                         | Mabel Cahill (2/2)               |
| 1893 | —                                   | —                               | Lottie Dod (5/5)                         | Aline Terry                      |
| 1894 | —                                   | —                               | Blanche Bingley Hillyard (3/6)           | Helen Hellwig                    |
| 1895 | —                                   | —                               | Charlotte Cooper (1/5)                   | Juliette Atkinson (1/3)          |
| 1896 | —                                   | —                               | Charlotte Cooper Sterry (2/5)            | Elisabeth Moore (1/4)            |
| 1897 | —                                   | Adine Masson                    | Blanche Bingley Hillyard (4/6)           | Juliette Atkinson (2/3)          |
| 1898 | —                                   | Adine Masson                    | Charlotte Cooper Sterry (3/5)            | Juliette Atkinson (3/3)          |
| 1899 | —                                   | Adine Masson                    | Blanche Bingley Hillyard (5/6)           | Marion Jones (1/2)               |
| 1900 | —                                   | Yvonne Prévost                  | Blanche Bingley Hillyard (6/6)           | Myrtle McAteer                   |
| 1901 | —                                   | Suzanne Girod                   | Charlotte Cooper Sterry (4/5)            | Elisabeth Moore (2/4)            |
| 1902 | —                                   | Adine Masson                    | Muriel Robb                              | Marion Jones (2/2)               |
| 1903 | —                                   | Adine Masson                    | Dorothea Douglass Lambert Chambers (1/7) | Elisabeth Moore (3/4)            |
| 1904 | —                                   | Kate Gillou                     | Dorothea Douglass Lambert Chambers (2/7) | May Sutton (1/3)                 |
| 1905 | —                                   | Kate Gillou                     | May Sutton Bundy (2/3)                   | Elisabeth Moore (4/4)            |
| 1906 | —                                   | Kate Gillou-Fenwick             | Dorothea Douglass Lambert Chambers (3/7) | Helen Homans                     |
| 1907 | —                                   | Comtesse de Kermel              | May Sutton Bundy (3/3)                   | Evelyn Sears                     |
| 1908 | —                                   | Kate Gillou-Fenwick             | Charlotte Cooper Sterry (5/5)            | Maud Barger-Wallach              |
| 1909 | —                                   | Jeanne Matthey                  | Dora Boothby                             | Hazel Hotchkiss Wightman (1/4)   |
| 1910 | —                                   | Jeanne Matthey                  | Dorothea Douglass Lambert Chambers (4/7) | Hazel Hotchkiss Wightman (2/4)   |
| 1911 | —                                   | Jeanne Matthey                  | Dorothea Douglass Lambert Chambers (5/7) | Hazel Hotchkiss Wightman (3/4)   |
| 1912 | —                                   | Jeanne Matthey                  | Ethel Thomson Larcombe                   | Mary Browne (1/3)                |
| 1913 | —                                   | Marguerite Broquedis            | Dorothea Douglass Lambert Chambers (6/7) | Mary Browne (2/3)                |
| 1914 | —                                   | Marguerite Broquedis            | Dorothea Douglass Lambert Chambers (7/7) | Mary Browne (3/3)                |
| 1915 | —                                   | Primul Război Mondial           | Primul Război Mondial                    | Molla Mallory (1/8)              |
| 1916 | —                                   | Primul Război Mondial           | Primul Război Mondial                    | Molla Mallory (2/8)              |
| 1917 | —                                   | Primul Război Mondial           | Primul Război Mondial                    | Molla Mallory (3/8)              |
| 1918 | —                                   | Primul Război Mondial           | Primul Război Mondial                    | Molla Mallory (4/8)              |
| 1919 | —                                   | Primul Război Mondial           | Suzanne Lenglen (1/8)                    | Hazel Hotchkiss Wightman (4/4)   |
| 1920 | —                                   | Suzanne Lenglen                 | Suzanne Lenglen (2/8)                    | Molla Bjurstedt Mallory (5/8)    |
| 1921 | —                                   | Suzanne Lenglen                 | Suzanne Lenglen (3/8)                    | Molla Bjurstedt Mallory (6/8)    |
| 1922 | Margaret Molesworth (1/2)           | Suzanne Lenglen                 | Suzanne Lenglen (4/8)                    | Molla Bjurstedt Mallory (7/8)    |
| 1923 | Margaret Molesworth (2/2)           | Suzanne Lenglen                 | Suzanne Lenglen (5/8)                    | Helen Wills Moody (1/19)         |
| 1924 | Sylvia Lance Harper                 | Julie Vlasto                    | Kathleen McKane Godfree (1/2)            | Helen Wills Moody (2/19)         |
| 1925 | Daphne Akhurst (1/5)                | Suzanne Lenglen (6/8)           | Suzanne Lenglen (7/8)                    | Helen Wills Moody (3/19)         |
| 1926 | Daphne Akhurst (2/5)                | Suzanne Lenglen (8/8)           | Kathleen McKane Godfree (2/2)            | Molla Bjurstedt Mallory (8/8)    |
| 1927 | Esna Boyd Robertson                 | Kornelia Bouman                 | Helen Wills Moody (4/19)                 | Helen Wills Moody (5/19)         |
| 1928 | Daphne Akhurst (3/5)                | Helen Wills Moody (6/19)        | Helen Wills Moody (7/19)                 | Helen Wills Moody (8/19)         |
| 1929 | Daphne Akhurst (4/5)                | Helen Wills Moody (9/19)        | Helen Wills Moody (10/19)                | Helen Wills Moody (11/19)        |
| 1930 | Daphne Akhurst (5/5)                | Helen Wills Moody (12/19)       | Helen Wills Moody (13/19)                | Betty Nuthall                    |
| 1931 | Coral Buttsworth (1/2)              | Cilly Aussem (1/2)              | Cilly Aussem (2/2)                       | Helen Wills Moody (14/19)        |
| 1932 | Coral Buttsworth (2/2)              | Helen Wills Moody (15/19)       | Helen Wills Moody (16/19)                | Helen Jacobs (1/5)               |
| 1933 | Joan Hartigan (1/3)                 | Margaret Scriven (1/2)          | Helen Wills Moody (17/19)                | Helen Jacobs (2/5)               |
| 1934 | Joan Hartigan (2/3)                 | Peggy Scriven Vivian (2/2)      | Dorothy Round (1/3)                      | Helen Jacobs (3/5)               |
| 1935 | Dorothy Round (2/3)                 | Hilde Krahwinkel Sperling (1/3) | Helen Wills Moody (18/19)                | Helen Jacobs (4/5)               |
| 1936 | Joan Hartigan (3/3)                 | Hilde Krahwinkel Sperling (2/3) | Helen Jacobs (5/5)                       | Alice Marble (1/5)               |
| 1937 | Nancye Wynne (1/6)                  | Hilde Krahwinkel Sperling (3/3) | Dorothy Round (3/3)                      | Anita Lizana                     |
| 1938 | Dorothy Cheney                      | Simonne Mathieu (1/2)           | Helen Wills Moody (19/19)                | Alice Marble (2/5)               |
| 1939 | Emily Hood Westacott                | Simonne Mathieu (2/2)           | Alice Marble (3/5)                       | Alice Marble (4/5)               |
| 1940 | Nancye Wynne Bolton (2/6)           | Turneu anulat                   | Al Doilea Război Mondial                 | Alice Marble (5/5)               |
| 1941 | Al Doilea Război Mondial            | Alice Weiwers                   | Al Doilea Război Mondial                 | Sarah Palfrey Cooke (1/2)        |
| 1942 | Al Doilea Război Mondial            | Alice Weiwers                   | Al Doilea Război Mondial                 | Pauline Betz (1/5)               |
| 1943 | Al Doilea Război Mondial            | Simone Lafargue                 | Al Doilea Război Mondial                 | Pauline Betz (2/5)               |
| 1944 | Al Doilea Război Mondial            | Raymonde Veber Jones            | Al Doilea Război Mondial                 | Pauline Betz (3/5)               |
| 1945 | Al Doilea Război Mondial            | Lolette Payot                   | Al Doilea Război Mondial                 | Sarah Palfrey Cooke (2/2)        |
| 1946 | Nancye Wynne Bolton (3/6)           | Margaret Osborne duPont (1/6)   | Pauline Betz (4/5)                       | Pauline Betz (5/5)               |
| 1947 | Nancye Wynne Bolton (4/6)           | Patricia Canning Todd (1/1)     | Margaret Osborne duPont (2/6)            | Louise Brough (1/6)              |
| 1948 | Nancye Wynne Bolton (5/6)           | Nelly Landry (1/1)              | Louise Brough (2/6)                      | Margaret Osborne duPont (3/6)    |
| 1949 | Doris Hart (1/6)                    | Margaret Osborne duPont (4/6)   | Louise Brough (3/6)                      | Margaret Osborne duPont (5/6)    |
| 1950 | Louise Brough (4/6)                 | Doris Hart (2/6)                | Louise Brough (5/6)                      | Margaret Osborne duPont (6/6)    |
| 1951 | Nancye Wynne Bolton (6/6)           | Shirley Fry (1/4)               | Doris Hart (3/6)                         | Maureen Connolly (1/9)           |
| 1952 | Thelma Coyne Long (1/2)             | Doris Hart (4/6)                | Maureen Connolly (2/9)                   | Maureen Connolly (3/9)           |
| 1953 | Maureen Connolly (4/9)              | Maureen Connolly (5/9)          | Maureen Connolly (6/9)                   | Maureen Connolly (7/9)           |
| 1954 | Thelma Coyne Long (2/2)             | Maureen Connolly (8/9)          | Maureen Connolly (9/9)                   | Doris Hart (5/6)                 |
| 1955 | Beryl Penrose (1/1)                 | Angela Mortimer (1/3)           | Louise Brough (6/6)                      | Doris Hart (6/6)                 |
| 1956 | Mary Carter Reitano (1/2)           | Althea Gibson (1/5)             | Shirley Fry (2/4)                        | Shirley Fry (3/4)                |
| 1957 | Shirley Fry (4/4)                   | Shirley Bloomer (1/1)           | Althea Gibson (2/5)                      | Althea Gibson (3/5)              |
| 1958 | Angela Mortimer (2/3)               | Zsuzsa Körmöczy (1/1)           | Althea Gibson (4/5)                      | Althea Gibson (5/5)              |
| 1959 | Mary Carter Reitano (2/2)           | Christine Truman (1/1)          | Maria Bueno (1/7)                        | Maria Bueno (2/7)                |
| 1960 | Margaret Smith Court (1/24)         | Darlene Hard (1/3)              | Maria Bueno (3/7)                        | Darlene Hard (2/3)               |
| 1961 | Margaret Smith Court (2/24)         | Ann Jones (1/3)                 | Angela Mortimer (3/3)                    | Darlene Hard (3/3)               |
| 1962 | Margaret Smith Court (3/24)         | Margaret Smith Court (4/24)     | Karen Hantze Susman (1/1)                | Margaret Smith Court (5/24)      |
| 1963 | Margaret Smith Court (6/24)         | Lesley Turner Bowrey (1/2)      | Margaret Smith Court (7/24)              | Maria Bueno (4/7)                |
| 1964 | Margaret Smith Court (8/24)         | Margaret Smith Court (9/24)     | Maria Bueno (5/7)                        | Maria Bueno (6/7)                |
| 1965 | Margaret Smith Court (10/24)        | Lesley Turner Bowrey (2/2)      | Margaret Smith Court (11/24)             | Margaret Smith Court (12/24)     |
| 1966 | Margaret Smith Court (13/24)        | Ann Haydon Jones (2/3)          | Billie Jean Moffitt King (1/12)          | Maria Bueno (7/7)                |
| 1967 | Nancy Richey (1/2)                  | Françoise Dürr (1/1)            | Billie Jean Moffitt King (2/12)          | Billie Jean Moffitt King (3/12)  |
| 1968 | Billie Jean Moffitt King (4/12)     | ↓ Open Era ↓                    | ↓ Open Era ↓                             | ↓ Open Era ↓                     |
| 1968 | ↓ Open Era ↓                        | Nancy Richey (2/2)              | Billie Jean Moffitt King (5/12)          | Virginia Wade (1/3)              |
| 1969 | Margaret Smith Court (14/24)        | Margaret Smith Court (15/24)    | Ann Haydon Jones (3/3)                   | Margaret Smith Court (16/24)     |
| 1970 | Margaret Smith Court (17/24)        | Margaret Smith Court (18/24)    | Margaret Smith Court (19/24)             | Margaret Smith Court (20/24)     |
| 1971 | Margaret Smith Court (21/24)        | Evonne Goolagong Cawley (1/7)   | Evonne Goolagong Cawley (2/7)            | Billie Jean Moffitt King (6/12)  |
| 1972 | Virginia Wade (2/3)                 | Billie Jean Moffitt King (7/12) | Billie Jean Moffitt King (8/12)          | Billie Jean Moffitt King (9/12)  |
| 1973 | Margaret Smith Court (22/24)        | Margaret Smith Court (23/24)    | Billie Jean Moffitt King (10/12)         | Margaret Smith Court (24/24)     |
| 1974 | Evonne Goolagong Cawley (3/7)       | Chris Evert (1/18)              | Chris Evert (2/18)                       | Billie Jean Moffitt King (11/12) |
| 1975 | Evonne Goolagong Cawley (4/7)       | Chris Evert (3/18)              | Billie Jean Moffitt King (12/12)         | Chris Evert (4/18)               |
| 1976 | Evonne Goolagong Cawley (5/7)       | Sue Barker (1/1)                | Chris Evert (5/18)                       | Chris Evert (6/18)               |
| 1977 | Kerry Melville Reid (1/1) (Jan)     | Mima Jaušovec (1/1)             | Virginia Wade (3/3)                      | Chris Evert (7/18)               |
| 1977 | Evonne Goolagong Cawley (6/7) (Dec) | Mima Jaušovec (1/1)             | Virginia Wade (3/3)                      | Chris Evert (7/18)               |
| 1978 | Chris O'Neil (1/1)                  | Virginia Ruzici (1/1)           | Martina Navratilova (1/18)               | Chris Evert (8/18)               |
| 1979 | Barbara Jordan (1/1)                | Chris Evert (9/18)              | Martina Navratilova (2/18)               | Tracy Austin (1/2)               |
| 1980 | Hana Mandlíková (1/4)               | Chris Evert (10/18)             | Evonne Goolagong Cawley (7/7)            | Chris Evert (11/18)              |
| 1981 | Martina Navratilova (3/18)          | Hana Mandlíková (2/4)           | Chris Evert (12/18)                      | Tracy Austin (2/2)               |
| 1982 | Chris Evert (14/18)                 | Martina Navratilova (4/18)      | Martina Navratilova (5/18)               | Chris Evert (13/18)              |
| 1983 | Martina Navratilova (8/18)          | Chris Evert (15/18)             | Martina Navratilova (6/18)               | Martina Navratilova (7/18)       |
| 1984 | Chris Evert (16/18)                 | Martina Navratilova (9/18)      | Martina Navratilova (10/18)              | Martina Navratilova (11/18)      |
| 1985 | Martina Navratilova (13/18)         | Chris Evert (17/18)             | Martina Navratilova (12/18)              | Hana Mandlíková (3/4)            |
| 1986 | Data turneului a fost schimbată     | Chris Evert (18/18)             | Martina Navratilova (14/18)              | Martina Navratilova (15/18)      |
| 1987 | Hana Mandlíková (4/4)               | Steffi Graf (1/22)              | Martina Navratilova (16/18)              | Martina Navratilova (17/18)      |
| 1988 | Steffi Graf (2/22)                  | Steffi Graf (3/22)              | Steffi Graf (4/22)                       | Steffi Graf (5/22)               |
| 1989 | Steffi Graf (6/22)                  | Arantxa Sánchez Vicario (1/4)   | Steffi Graf (7/22)                       | Steffi Graf (8/22)               |
| 1990 | Steffi Graf (9/22)                  | Monica Seles (1/9)              | Martina Navratilova (18/18)              | Gabriela Sabatini (1/1)          |
| 1991 | Monica Seles (2/9)                  | Monica Seles (3/9)              | Steffi Graf (10/22)                      | Monica Seles (4/9)               |
| 1992 | Monica Seles (5/9)                  | Monica Seles (6/9)              | Steffi Graf (11/22)                      | Monica Seles (7/9)               |
| 1993 | Monica Seles (8/9)                  | Steffi Graf (12/22)             | Steffi Graf (13/22)                      | Steffi Graf (14/22)              |
| 1994 | Steffi Graf (15/22)                 | Arantxa Sánchez Vicario (2/4)   | Conchita Martínez (1/1)                  | Arantxa Sánchez Vicario (3/4)    |
| 1995 | Mary Pierce (1/2)                   | Steffi Graf (16/22)             | Steffi Graf (17/22)                      | Steffi Graf (18/22)              |
| 1996 | Monica Seles (9/9)                  | Steffi Graf (19/22)             | Steffi Graf (20/22)                      | Steffi Graf (21/22)              |
| 1997 | Martina Hingis (1/5)                | Iva Majoli (1/1)                | Martina Hingis (2/5)                     | Martina Hingis (3/5)             |
| 1998 | Martina Hingis (4/5)                | Arantxa Sánchez Vicario (4/4)   | Jana Novotná (1/1)                       | Lindsay Davenport (1/3)          |
| 1999 | Martina Hingis (5/5)                | Steffi Graf (22/22)             | Lindsay Davenport (2/3)                  | Serena Williams (1/23)           |
| 2000 | Lindsay Davenport (3/3)             | Mary Pierce (2/2)               | Venus Williams (1/7)                     | Venus Williams (2/7)             |
| 2001 | Jennifer Capriati (1/3)             | Jennifer Capriati (2/3)         | Venus Williams (3/7)                     | Venus Williams (4/7)             |
| 2002 | Jennifer Capriati (3/3)             | Serena Williams (2/23)          | Serena Williams (3/23)                   | Serena Williams (4/23)           |
| 2003 | Serena Williams (5/23)              | Justine Henin (1/7)             | Serena Williams (6/23)                   | Justine Henin (2/7)              |
| 2004 | Justine Henin (3/7)                 | Anastasia Myskina (1/1)         | Maria Sharapova (1/5)                    | Svetlana Kuznetsova (1/2)        |
| 2005 | Serena Williams (7/23)              | Justine Henin (4/7)             | Venus Williams (5/7)                     | Kim Clijsters (1/4)              |
| 2006 | Amélie Mauresmo (1/2)               | Justine Henin (5/7)             | Amélie Mauresmo (2/2)                    | Maria Sharapova (2/5)            |
| 2007 | Serena Williams (8/23)              | Justine Henin (6/7)             | Venus Williams (6/7)                     | Justine Henin (7/7)              |
| 2008 | Maria Sharapova (3/5)               | Ana Ivanovic (1/1)              | Venus Williams (7/7)                     | Serena Williams (9/23)           |
| 2009 | Serena Williams (10/23)             | Svetlana Kuznetsova (2/2)       | Serena Williams (11/23)                  | Kim Clijsters (2/4)              |
| 2010 | Serena Williams (12/23)             | Francesca Schiavone (1/1)       | Serena Williams (13/23)                  | Kim Clijsters (3/4)              |
| 2011 | Kim Clijsters (4/4)                 | Li Na (1/2)                     | Petra Kvitová (1/2)                      | Samantha Stosur (1/1)            |
| 2012 | Victoria Azarenka (1/2)             | Maria Sharapova (4/5)           | Serena Williams (14/23)                  | Serena Williams (15/23)          |
| 2013 | Victoria Azarenka (2/2)             | Serena Williams (16/23)         | Marion Bartoli (1/1)                     | Serena Williams (17/23)          |
| 2014 | Li Na (2/2)                         | Maria Sharapova (5/5)           | Petra Kvitová (2/2)                      | Serena Williams (18/23)          |
| 2015 | Serena Williams (19/23)             | Serena Williams (20/23)         | Serena Williams (21/23)                  | Flavia Pennetta (1/1)            |
| 2016 | Angelique Kerber (1/3)              | Garbiñe Muguruza (1/2)          | Serena Williams (22/23)                  | Angelique Kerber (2/3)           |
| 2017 | Serena Williams (23/23)             | Jeļena Ostapenko (1/1)          | Garbiñe Muguruza (2/2)                   | Sloane Stephens (1/1)            |
| 2018 | Caroline Wozniacki (1/1)            | Simona Halep (1/2)              | Angelique Kerber (3/3)                   | Naomi Osaka (1/4)                |
| 2019 | Naomi Osaka (2/4)                   | Ashleigh Barty (1/3)            | Simona Halep (2/2)                       | Bianca Andreescu (1/1)           |
| 2020 | Sofia Kenin (1/1)                   | Iga Świątek (1/6)               | Turneu anulat                            | Naomi Osaka (3/4)                |
| 2021 | Naomi Osaka (4/4)                   | Barbora Krejčíková (1/2)        | Ashleigh Barty (2/3)                     | Emma Răducanu (1/1)              |
| 2022 | Ashleigh Barty (3/3)                | Iga Świątek (2/6)               | Elena Rîbakina (1/1)                     | Iga Świątek (3/6)                |
| 2023 | Arina Sabalenka (1/3)               | Iga Świątek (4/6)               | Markéta Vondroušová (1/1)                | Coco Gauff (1/2)                 |
| 2024 | Arina Sabalenka (2/3)               | Iga Świątek (5/6)               | Barbora Krejčíková (2/2)                 | Arina Sabalenka (3/3)            |
| 2025 | Madison Keys (1/1)                  | Coco Gauff (2/2)                | Iga Świątek (6/6)                        |                                  |
| An   | Australian Open                     | French Open                     | Wimbledon                                | US Open                          |

## Realizări de Grand Slam
| Turneu cu suprafață dură | Turneu cu zgură | Turneu cu iarbă |

### Grand Slam
Jucătoare care au câștigat toate cele patru titluri de Grand Slam într-un an calendaristic.
| Perioadă     | Jucătoare        | Australian Open | French Open | Wimbledon | US Open |
| ------------ | ---------------- | --------------- | ----------- | --------- | ------- |
| Pre-Open Era | Maureen Connolly | 1953            | 1953        | 1953      | 1953    |
| Open Era     | Margaret Court   | 1970            | 1970        | 1970      | 1970    |
| Open Era     | Steffi Graf      | 1988            | 1988        | 1988      | 1988    |

### Grand Slam non-calendaristic
Jucătoare care au câștigat toate cele patru titluri de Grand Slam consecutiv (nu într-un an calendaristic).
| Jucătoare           | De la            | La                   | Nr | Note  |
| ------------------- | ---------------- | -------------------- | -- | ----- |
| Martina Navratilova | Wimbledon 1983   | US Open 1984         | 6  | [ a ] |
| Steffi Graf         | French Open 1993 | Australian Open 1994 | 4  |       |
| Serena Williams     | French Open 2002 | Australian Open 2003 | 4  |       |
| Serena Williams (2) | US Open 2014     | Wimbledon 2015       | 4  |       |

1. ↑  Din 1977 până în 1985, Australian Open a fost ultimul turneu major organizat într-un sezon, mai degrabă decât primul.

### Grand Slam în carieră
Jucători care au câștigat toate cele patru titluri de Grand Slam de-a lungul carierei lor. 
- Turneul la care s-a încheiat Grand Slam în carieră este indicat cu caractere îngroșate.

| Jucătoare               | Australian Open | French Open | Wimbledon | US Open |
| ----------------------- | --------------- | ----------- | --------- | ------- |
| Maureen Connolly        | 1953            | 1953        | 1952      | 1951    |
| Doris Hart              | 1949            | 1950        | 1951      | 1954    |
| Shirley Fry Irvin       | 1957            | 1951        | 1956      | 1956    |
| Margaret Court          | 1960            | 1962        | 1963      | 1962    |
| Margaret Court (2)      | 1961            | 1964        | 1965      | 1965    |
| Margaret Court (3)      | 1962            | 1969        | 1970      | 1969    |
| Billie Jean King        | 1968            | 1972        | 1966      | 1967    |
| Chris Evert             | 1982            | 1974        | 1974      | 1975    |
| Martina Navratilova     | 1981            | 1982        | 1978      | 1983    |
| Martina Navratilova (2) | 1983            | 1984        | 1979      | 1984    |
| Chris Evert (2)         | 1984            | 1975        | 1976      | 1976    |
| Steffi Graf             | 1988            | 1987        | 1988      | 1988    |
| Steffi Graf (2)         | 1989            | 1988        | 1989      | 1989    |
| Steffi Graf (3)         | 1990            | 1993        | 1991      | 1993    |
| Steffi Graf (4)         | 1994            | 1995        | 1992      | 1995    |
| Serena Williams         | 2003            | 2002        | 2002      | 1999    |
| Maria Șarapova          | 2008            | 2012        | 2004      | 2006    |
| Serena Williams (2)     | 2005            | 2013        | 2003      | 2002    |
| Serena Williams (3)     | 2007            | 2015        | 2009      | 2008    |

### Golden Slam
Jucătoare care au deținut toate cele patru titluri de Grand Slam și medalia de aur olimpică simultan.
| Jucătoare   | Australian Open | French Open | Wimbledon | US Open | Olimpiadă |
| ----------- | --------------- | ----------- | --------- | ------- | --------- |
| Steffi Graf | 1988            | 1988        | 1988      | 1988    | 1988      |

### Golden Slam în carieră
Jucătoare care au câștigat toate cele patru titluri de Grand Slam și medalia de aur la Jocurile Olimpice de-a lungul carierei lor.
- Turneul la care s-a încheiat Golden Slam în carieră este indicat cu caractere îngroșate.

| Jucătoare       | Australian Open | French Open | Wimbledon | US Open | Olimpiadă |
| --------------- | --------------- | ----------- | --------- | ------- | --------- |
| Steffi Graf     | 1988            | 1987        | 1988      | 1988    | 1988      |
| Serena Williams | 2003            | 2002        | 2002      | 1999    | 2012      |

### Super Slam în carieră
Jucătoare care au câștigat toate cele patru titluri de Grand Slam, medalia de aur olimpică și Finala WTA de-a lungul carierei lor.
- Turneul la care s-a încheiat Super Slam în carieră este indicat cu caractere îngroșate.

| Jucătoare       | Australian Open | French Open | Wimbledon | US Open | Olimpiadă | Year-end |
| --------------- | --------------- | ----------- | --------- | ------- | --------- | -------- |
| Steffi Graf     | 1988            | 1987        | 1988      | 1988    | 1988      | 1987     |
| Serena Williams | 2003            | 2002        | 2002      | 1999    | 2012      | 2001     |

## Statistici turnee

### Turnee câștigate fără pierderea nici unui set (Open Era)
| Jucătoare                       | Nr                              | Turneu Grand Slam        | Turneu Grand Slam | Turneu Grand Slam         | Turneu Grand Slam   |
| Jucătoare                       | Nr                              | Australian Open          | French Open       | Wimbledon                 | US Open             |
| ------------------------------- | ------------------------------- | ------------------------ | ----------------- | ------------------------- | ------------------- |
| Margaret Court                  | 3                               | 1970, 1973               | —                 | —                         | 1969                |
| Evonne Goolagong                | 4                               | 1975, 1976, 1977 (Dec) * | 1971              | —                         | —                   |
| Billie Jean King                | 3                               | —                        | 1972^             | —                         | 1971, 1972^         |
| Chris Evert #                   | 5                               | —                        | 1974              | 1981                      | 1976, 1977, 1978 *  |
| Chris O'Neil                    | 1                               | 1978                     | —                 | —                         | —                   |
| Martina Navratilova             | 6*                              | —                        | —                 | 1983^, 1984, 1986, 1990 * | 1983^, 1987         |
| Steffi Graf #                   | 5                               | 1988^, 1989, 1994 *      | 1988^             | —                         | 1996                |
| Monica Seles                    | 1                               | —                        | —                 | —                         | 1992                |
| Arantxa Sánchez Vicario         | 1                               | —                        | 1994              | —                         | —                   |
| Mary Pierce                     | 1                               | 1995                     | —                 | —                         | —                   |
| Martina Hingis                  | 2                               | 1997^                    | —                 | —                         | 1997^               |
| Lindsay Davenport #             | 3                               | 2000                     | —                 | 1999                      | 1998                |
| Venus Williams                  | 2                               | —                        | —                 | 2008                      | 2001                |
| Serena Williams #               | 6*                              | 2017                     | —                 | 2002^, 2010               | 2002^, 2008, 2014 * |
| Justine Henin                   | 3                               | —                        | 2006, 2007^ *     | —                         | 2007^               |
| Maria Sharapova                 | 1                               | 2008                     | —                 | —                         | —                   |
| Marion Bartoli                  | 1                               | —                        | —                 | 2013                      | —                   |
| Iga Świątek                     | 1                               | —                        | 2020              | —                         | —                   |
| Emma Răducanu                   | 1                               | —                        | —                 | —                         | 2021                |
| Ashleigh Barty                  | 1                               | 2022                     | —                 | —                         | —                   |
| Arina Sabalenka                 | 1                               | 2024                     | —                 | —                         | —                   |
| Total per turneu de Grand Slam: | Total per turneu de Grand Slam: | 16                       | 8                 | 10                        | 18                  |